# Defacement
Defacement és una paraula anglesa que significa desfiguració, i és un terme usat en informàtica per referir-se a un atac a un lloc web que canvia l'aspecte visual del lloc o en modifica la base de dades. En general és el treball de pirates informàtics, que irrompen en un servidor web i substitueixen el lloc amb un dels seus. La desfiguració s'entén generalment com una mena graffitis electrònics o encàrrecs, encara que recentment s'ha convertit en un mitjà per difondre missatges motivats políticament de hacktivistes. L'autor d'un defacement seria un defacer.